# Matilde di Sassonia (1862-1933)
Principessa Matilde di Sassonia, duchessa di Sassonia (tedesco: Prinzessin Mathilde Marie Auguste Viktorie Leopoldine Karoline Luise Josepha Franziska von Sachsen, Herzogin zu Sachsen; Dresda, 19 marzo 1862 – Dresda, 27 marzo 1933), era la terzogenita di Giorgio di Sassonia e di sua moglie Maria Anna di Portogallo.
Era la sorella maggiore dell'ultimo re di Sassonia, Federico Augusto III di Sassonia.

## Biografia
Da giovane Matilde fu definita tranquilla e gentile ma non particolarmente bella. Suo padre, Giorgio di Sassonia, aveva progettato un matrimonio tra Matilde e l'arciduca Rodolfo, il principe ereditario d'Austria, Ungheria e Boemia, ma Rodolfo respinse questo accordo e sposò, invece, la Principessa Stefania del Belgio.
In seguito si decise che Matilde avrebbe sposato un nipote di Francesco Giuseppe I e l'erede presunto al trono austro-ungarico, l'arciduca Francesco Ferdinando. Tuttavia, i rapporti dinastici tra la famiglia reale sassone e gli Asburgo tornarono ad essere tesi quando Francesco Ferdinando scelse di sposarsi con Sophie Chotek von Chotkowa. Le relazioni tra le due nazioni migliorarono solo quando la sorella più giovane di Matilde, Maria Giuseppina sposò l'Arciduca Ottone Francesco, fratello di Francesco Ferdinando.
Matilde fu amareggiata da questi rifiuti e si diede all'alcoolismo, acquisendo il soprannome di "grappa-Mathilde". Rese la vita difficile agli altri membri della famiglia reale, e di conseguenza fu considerata il membro meno popolare della famiglia reale.
Era una pittrice di talento e prese lezioni da parte dell'artista Diethe Alfred, dal 1890 al 1901. Alcuni dei suoi quadri, soprattutto paesaggi e scene di vita di corte in Pillnitz, sono stati trasformati in stampe. Altri, apparsi su cartoline, sono stati venduti per raccogliere fondi per beneficenza.

## Morte
Matilde morì nubile il 27 marzo 1933. Fu sepolta nella cattedrale di Dresda.

## Titoli
- 19 marzo 1863 - 27 marzo 1933: Sua Altezza Reale la Principessa Matilde di Sassonia, duchessa di Sassonia

## Ascendenza
|                                   |                                       |                                                 | Genitori                                   |  |  | Nonni |  |  | Bisnonni                 |  |  | Trisnonni                      |  |
|                                   |                                       |                                                 |                                            |  |  |       |  |  | Massimiliano di Sassonia |  |  | Federico Cristiano di Sassonia |  |
|                                   |                                       |                                                 |                                            |  |  |       |  |  | Massimiliano di Sassonia |  |  | Federico Cristiano di Sassonia |  |
|                                   |                                       | Maria Antonia di Baviera                        |                                            |  |  |       |  |  | Massimiliano di Sassonia |  |  |                                |  |
| Giovanni di Sassonia              |                                       |                                                 |                                            |  |  |       |  |  | Massimiliano di Sassonia |  |  |                                |  |
|                                   |                                       | Carolina di Borbone-Parma                       | Ferdinando I di Parma                      |  |  |       |  |  |                          |  |  |                                |  |
|                                   |                                       | Carolina di Borbone-Parma                       | Ferdinando I di Parma                      |  |  |       |  |  |                          |  |  |                                |  |
|                                   |                                       | Carolina di Borbone-Parma                       | Maria Amalia d'Asburgo-Lorena              |  |  |       |  |  |                          |  |  |                                |  |
| Giorgio di Sassonia               |                                       | Carolina di Borbone-Parma                       |                                            |  |  |       |  |  |                          |  |  |                                |  |
|                                   |                                       | Massimiliano I Giuseppe di Baviera              | Federico Michele di Zweibrücken-Birkenfeld |  |  |       |  |  |                          |  |  |                                |  |
|                                   |                                       | Massimiliano I Giuseppe di Baviera              | Federico Michele di Zweibrücken-Birkenfeld |  |  |       |  |  |                          |  |  |                                |  |
|                                   |                                       | Massimiliano I Giuseppe di Baviera              | Maria Francesca del Palatinato-Sulzbach    |  |  |       |  |  |                          |  |  |                                |  |
| Amalia Augusta di Baviera         |                                       | Massimiliano I Giuseppe di Baviera              |                                            |  |  |       |  |  |                          |  |  |                                |  |
|                                   |                                       | Carolina di Baden                               | Carlo Luigi di Baden                       |  |  |       |  |  |                          |  |  |                                |  |
|                                   |                                       | Carolina di Baden                               | Carlo Luigi di Baden                       |  |  |       |  |  |                          |  |  |                                |  |
|                                   |                                       | Carolina di Baden                               | Amalia d'Assia-Darmstadt                   |  |  |       |  |  |                          |  |  |                                |  |
| Principessa Matilde di Sassonia   |                                       | Carolina di Baden                               |                                            |  |  |       |  |  |                          |  |  |                                |  |
|                                   | Ferdinando di Sassonia-Coburgo-Kohary | Francesco Federico di Sassonia-Coburgo-Saalfeld |                                            |  |  |       |  |  |                          |  |  |                                |  |
|                                   | Ferdinando di Sassonia-Coburgo-Kohary | Francesco Federico di Sassonia-Coburgo-Saalfeld |                                            |  |  |       |  |  |                          |  |  |                                |  |
|                                   | Ferdinando di Sassonia-Coburgo-Kohary | Augusta di Reuss-Ebersdorf                      |                                            |  |  |       |  |  |                          |  |  |                                |  |
| Ferdinando II del Portogallo      | Ferdinando di Sassonia-Coburgo-Kohary |                                                 |                                            |  |  |       |  |  |                          |  |  |                                |  |
|                                   |                                       | Maria Antonia di Koháry                         | Ferenc József di Koháry                    |  |  |       |  |  |                          |  |  |                                |  |
|                                   |                                       | Maria Antonia di Koháry                         | Ferenc József di Koháry                    |  |  |       |  |  |                          |  |  |                                |  |
|                                   |                                       | Maria Antonia di Koháry                         | Maria Antonia di Waldstein-Wartenberg      |  |  |       |  |  |                          |  |  |                                |  |
| Maria Anna Ferdinanda di Braganza |                                       | Maria Antonia di Koháry                         |                                            |  |  |       |  |  |                          |  |  |                                |  |
|                                   |                                       | Pietro IV del Portogallo                        | Giovanni VI del Portogallo                 |  |  |       |  |  |                          |  |  |                                |  |
|                                   |                                       | Pietro IV del Portogallo                        | Giovanni VI del Portogallo                 |  |  |       |  |  |                          |  |  |                                |  |
|                                   |                                       | Pietro IV del Portogallo                        | Carlotta Gioacchina di Borbone-Spagna      |  |  |       |  |  |                          |  |  |                                |  |
| Maria II del Portogallo           |                                       | Pietro IV del Portogallo                        |                                            |  |  |       |  |  |                          |  |  |                                |  |
|                                   |                                       | Maria Leopoldina d'Asburgo-Lorena               | Francesco II d'Asburgo-Lorena              |  |  |       |  |  |                          |  |  |                                |  |
|                                   |                                       | Maria Leopoldina d'Asburgo-Lorena               | Francesco II d'Asburgo-Lorena              |  |  |       |  |  |                          |  |  |                                |  |
|                                   |                                       | Maria Leopoldina d'Asburgo-Lorena               | Maria Teresa di Borbone-Due Sicilie        |  |  |       |  |  |                          |  |  |                                |  |
|                                   |                                       | Maria Leopoldina d'Asburgo-Lorena               |                                            |  |  |       |  |  |                          |  |  |                                |  |